# Novafeltria
Novafeltria régi nevén Mercatio Marecchia (romanyol nyelven Marcaden dla Marecia) település Olaszországban, Emilia-Romagna régióban, Rimini megyében. Lakosainak száma 6934 fő (2023. január 1.). Novafeltria Mercato Saraceno, Sogliano al Rubicone, Pennabilli, Sant'Agata Feltria, Poggio Torriana, Talamello, Maiolo és San Leo községekkel határos.

## Népesség
A település lakossága az elmúlt években az alábbi módon változott:
| Lakosok száma | 7110 | 7119 | 6934 |
|               | 2017 | 2018 | 2023 |